# Hotel California (album)
| Recensione               | Giudizio       |
| ------------------------ | -------------- |
| AllMusic                 | [ 20 ]         |
| Christgau's Record Guide | B              |
| Ondarock                 | Pietra Miliare |
| Piero Scaruffi           | [ 23 ]         |

Hotel California è il quinto album in studio del gruppo musicale statunitense Eagles, pubblicato l'8 dicembre del 1976.
Con oltre 33 milioni di copie vendute in totale, è l'album in studio di maggiore successo degli Eagles, dopo la raccolta Their Greatest Hits (1971-1975).

## Il disco
(Don Henley)
Si tratta del primo album degli Eagles senza l'apporto del membro fondatore del gruppo Bernie Leadon e che vede la presenza del chitarrista Joe Walsh. Inoltre, è l'ultimo disco registrato dalla band con in formazione il bassista Randy Meisner. L'album divenne un enorme successo, con più di 20 milioni di copie vendute nei soli Stati Uniti, e 32 milioni in tutto il mondo. Il disco raggiunse la vetta delle classifiche in diversi Paesi e fruttò alla band due Grammy Awards per i brani Hotel California e New Kid in Town. L'album ricevette anche una nomination come "Album dell'anno" ma perse in favore di Rumours dei Fleetwood Mac.
Dal disco furono estratti tre singoli da Top 20, New Kid in Town, Hotel California, e Life in the Fast Lane. New Kid in Town (il 26 febbraio 1977) e Hotel California (il 7 maggio 1977) salirono fino in cima alla classifica Billboard Hot 100, mentre Life in the Fast Lane raggiunse la posizione numero 11. Hotel California fu inclusa da Rolling Stone alla posizione numero 49 nella lista delle migliori 500 canzoni di tutti i tempi. Altri brani celebri presenti nel disco sono Wasted Time, Victim of Love, e The Last Resort.
Il brano più lungo dell'album è quello di chiusura, The Last Resort dalla durata di oltre sette minuti.

## Composizione
Bernie Leadon, che era la principale influenza country all'interno della band, aveva lasciato il gruppo dopo la pubblicazione dell'album precedente One of These Nights. Per Hotel California, la band prese la decisione di discostarsi dal country rock, per scrivere pezzi maggiormente hard rock, come Victim of Love e Life in the Fast Lane. Leadon venne sostituito da Joe Walsh che portò il riff d'apertura di Life in the Fast Lane, sviluppato poi dagli Eagles per la canzone. Il titolo Life in the Fast Lane è ispirato a una conversazione tra Frey e il suo spacciatore durante una corsa in macchina.
La melodia della title track, Hotel California, fu scritta da Don Felder. Don Henley scrisse gran parte del testo, con qualche contributo da parte di Glenn Frey. Henley aveva fatto notare agli altri come gli hotel fossero diventati "letteralmente e simbolicamente un punto focale nelle loro esistenze dell'epoca", e questo divenne la tematica della canzone. Frey voleva che il brano fosse "più cinematografico", e consigliò di comporlo "proprio come se si stesse scrivendo un film". Henley trasse ispirazione per il testo dal suo girovagare in auto nel deserto, ma anche da film e opere teatrali. Parte del testo di Hotel California e la canzone Wasted Time si basano sulla rottura della relazione sentimentale tra Henley e la sua ragazza dell'epoca, Loree Rodkin.

## Registrazione
L'album fu registrato tra marzo e ottobre del 1976 presso i Criteria Studios, di Miami, e i Record Plant Studios di Los Angeles, con la produzione di Bill Szymczyk. Anche se la band preferiva Los Angeles, il produttore Szymczyk voleva registrare a Miami perché aveva sviluppato una psicosi circa il vivere a Los Angeles per la paura dei terremoti; e così fu raggiunto un compromesso. Mentre la band era occupata nella registrazione dell'album, i Black Sabbath stavano incidendo Technical Ecstasy nello studio accanto ai Criteria Studios di Miami. Il gruppo fu costretto a fermare le sessioni numerose volte perché i Black Sabbath erano troppo rumorosi e il suono si propagava attraverso le pareti. L'ultima traccia dell'album, The Last Resort, fu ri-registrata molte volte proprio a causa del rumore che proveniva dallo studio adiacente.
Della title track Hotel California, dopo che erano stati completati arrangiamento e strumentazione, furono incise svariate take. Le parti migliori furono assemblate insieme, in tutto 33 giunzioni compongono la versione finale del brano. In contrasto, Victim of Love fu registrata dal vivo in un'unica sessione, eccezion fatta per la voce solista e le armonie nel ritornello. Don Felder cantò inizialmente la canzone in molte delle prime take, ma la band decise che era decisamente meglio che la cantasse Don Henley.

## Copertina
L'edificio che appare sulla copertina dell'album è il Beverly Hills Hotel, meglio conosciuto come Pink Palace, costruito nel 1912 e situato al 9641 di Sunset Boulevard, a Los Angeles. Si tratta di un albergo di lusso, da sempre frequentato da diverse star di Hollywood. La direzione dell'hotel fece causa agli Eagles per aver sfruttato l'immagine dell'edificio senza autorizzazione. Gli interni della hall dell'albergo che si vedono sul retro copertina sono quelli del Lido Hotel di Hollywood. Una leggenda metropolitana vuole che nell'illustrazione all'interno dell'LP sia possibile scorgere, affacciarsi da una balconata nella hall dell'albergo, Anton LaVey, fondatore e gran maestro della Chiesa di Satana.

## Pubblicazione e accoglienza
L'album fu pubblicato dalla Asylum Records l'8 dicembre 1976 in formato vinile (Elektra/Asylum n. catalogo 7E-1084), cassetta e cartuccia Stereo8. Fu presa in considerazione anche una versione quadrifonica da pubblicarsi all'inizio del 1977, ma l'idea venne scartata a causa della caduta in disuso di tale formato. Nel 2001, in occasione del 25º anniversario del disco, è stato pubblicato anche in DVD-Audio Multichannel 5.1.
L'edizione deluxe per il 40º anniversario è uscita il 24 novembre 2017. Il set include l'album originale rimasterizzato in digitale, e un secondo CD con dieci tracce dal vivo provenienti da un concerto al The Forum, dell'ottobre 1976 (due mesi prima della pubblicazione dell'album originale).
Il 20 agosto 2018 ha raggiunto la cifra di 26 milioni di copie certificate dalla Recording Industry Association of America, diventando il terzo album più venduto negli Stati Uniti dietro la raccolta degli stessi Eagles Their Greatest Hits (1971-1975) e Thriller di Michael Jackson.

## Tracce

### Edizione USA
Lato A
1. Hotel California – 6:30 (Don Felder, Glenn Frey, Don Henley)
2. New Kid in Town – 5:04 (Frey, Henley, J.D. Souther)
3. Life in the Fast Lane – 4:46 (Frey, Henley, Joe Walsh)
4. Wasted Time – 4:55 (Frey, Henley)

Lato B
1. Wasted Time (Reprise) – 1:22 (Frey, Henley, Jim Ed Norman)
2. Victim of Love – 4:11 (Felder, Frey, Henley, Souther)
3. Pretty Maids All in a Row – 4:05 (Joe Vitale, Walsh)
4. Try and Love Again – 5:10 (Randy Meisner)
5. The Last Resort – 7:25 (Frey, Henley)

### Edizione italiana
Nella versione italiana del 33 giri (Asylum Records W 53051) l'ordine dei brani è differente da quello delle altre versioni.
Lato 1
1. Hotel California – 6:30 (Don Felder, Glenn Frey, Don Henley)
2. New Kid in Town – 5:04 (Frey, Henley, J.D. Souther)
3. Wasted Time – 4:55 (Frey, Henley)
4. The Last Resort – 7:25 (Frey, Henley)
5. Life in the Fast Lane – 4:46 (Frey, Henley, Joe Walsh)

Lato 2
1. Try and Love Again – 5:10 (Randy Meisner)
2. Victim of Love – 4:11 (Felder, Frey, Henley, Souther)
3. Pretty Maids All in a Row – 4:05 (Joe Vitale, Walsh)
4. Wasted Time (Reprise) – 1:22 (Frey, Henley, Jim Ed Norman)

## Formazione
- Joe Walsh - voce, chitarra, tastiere
- Don Felder - chitarra
- Glenn Frey - voce, chitarra, tastiere
- Randy Meisner - voce, basso
- Don Henley - voce, batteria

## Classifiche

### Classifiche settimanali
| Classifica (1977) | Posizione massima |
| ----------------- | ----------------- |
| Australia         | 1                 |
| Austria           | 9                 |
| Canada            | 1                 |
| Francia           | 2                 |
| Germania          | 3                 |
| Giappone          | 2                 |
| Italia            | 11                |
| Norvegia          | 1                 |
| Nuova Zelanda     | 1                 |
| Paesi Bassi       | 1                 |
| Regno Unito       | 2                 |
| Spagna            | 1                 |
| Stati Uniti       | 1                 |
| Svezia            | 3                 |
| Svizzera          | 1                 |

### Classifiche di fine anno
| Classifica (1977) | Posizione |
| ----------------- | --------- |
| Australia         | 4         |
| Austria           | 12        |
| Canada            | 2         |
| Francia           | 5         |
| Germania          | 7         |
| Giappone          | 2         |
| Nuova Zelanda     | 2         |
| Paesi Bassi       | 1         |
| Regno Unito       | 9         |
| Spagna            | 1         |
| Stati Uniti       | 4         |